# Дженк Шахін
Дженк Шахін (тур. Cenk Şahin, нар. 22 вересня 1994, Зонгулдак) — турецький футболіст, півзахисник клубу «Шанлиурфаспор». Відомий за виступами за низку турецьких клубів, зокрема, за клуби «Істанбул ББ», «Санкт-Паулі» та «Бурсаспор», а також за молодіжну збірну Туреччини.

## Клубна кар'єра
Дженк Шахін народився 1994року в місті Зонгулдак. Розпочав займатися футболом в юнацькій команді клубу «Зонгулдак Беледійеспор», пізніше займався в юнацькій командах клубів «Фенерспор» та «Істанбул ББ». У дорослому футболі дебютував 2010 року у складі команди «Істанбул ББ», в якій грав до 2016 року, та зіграв у 66 матчах чемпіонату.
У 2016 році Шахін перейшов до складу німецького клубу «Санкт-Паулі», в якому грав до 2019 року, за виключенням короткого терміну оренди в клубі «Інгольштадт 04».
З 2020 року Дженк Шахін став гравцем турецького клубу «Кайсеріспор», а в цьому ж році перейшов до іншого турецького клубу «Газіантеп», у якому грав до 2022 року.
2022 року футболіст уклав контракт з клубом «Бурсаспор», у складі якого грав до 2023 року. З 2023 року Шахін грає у складі клубу «Шанлиурфаспор». Станом на 24 серпня 2024 року відіграв за команду із Шанлиурфи 11 матчів в національному чемпіонаті.

## Виступи за збірні
2010 року Дженк Шахін дебютував у складі юнацької збірної Туреччини віком до 17 років, загалом на юнацькому рівні взяв участь у 45 іграх, відзначившись 12 забитими голами. У 2013 році у складі збірної Туреччини віком до 20 років брав участь у молодіжному чемпіонаті світу з футболу 2013 року.
Протягом 2013—2016 років Шахін залучався до складу молодіжної збірної Туреччини. На молодіжному рівні футболіст зіграв в 11 офіційних матчах, забив 1 гол.